# Романенко, Владимир Александрович (российский футболист)
Влади́мир Алекса́ндрович Романе́нко (30 сентября 1987, Саратов, СССР) — российский футболист универсал,защитник,полузащитник,Нападающий.Мастер спорта России.

## Карьера
Воспитанник саратовского футбола. 9 июля 2005 года в дебютном матче за местный «Сокол» против брянского «Динамо» (1:4) сумел отличиться забитым мячом. С 7-ю мячами стал лучшим бомбардиром команды, покинувшей первый дивизион. В 2006 году перешёл в «Салют-Энергию». С 2007 года играл за «КАМАЗ»,забив в дебютном сезоне 11 мячей(9 в чемпионате и 2 в в кубке России).В 2010 году вернулся в «Сокол», но по окончании сезона покинул клуб и подписал контракт с «Химками». С 2012 года защищал цвета «Волгаря». В июне 2013 года пополнил ряды клуба «Луч-Энергия», в составе которого стал полуфиналистом Кубка России,забив в 5 матчах 3 гола,из них 1 в полуфинале Ростову. В июне 2014 года перешёл в «Тосно». 6 июля 2014 года в дебютном матче за новый клуб против «Газовика» (2:2) сумел отличиться забитым мячом. Летом 2015 года вновь вернулся в «Сокол». В ФНЛ играл также за «Ротор-Волгоград» и «Армавир». В июле 2020 года подписал контракт с ивановским «Текстильщиком». Перед сезоном 2021/22 получил травму перелом лодыжки,из за чего  не провёл ни одного матча в этом сезоне,после этого покинул «Текстильщик» и завершил карьеру.

## Достижения
- Бронзовый призёр Первого дивизиона (2): 2008, 2014/15
- Бронзовый призёр зоны «Центр» Второго дивизиона: 2019/20
- Обладатель Кубка ФНЛ: 2014
- Полуфиналист кубка россии 2013-2014    Мастер спорта по Футболу